# Liste der denkmalgeschützten Objekte in Medzev
Die Liste der denkmalgeschützten Objekte in Medzev enthält die 29 nach slowakischen Denkmalschutzvorschriften geschützten Objekte in der Gemeinde Medzev im Okres Košice-okolie.

## Denkmäler
| Foto |                 | Denkmal / č. ÚZPF                                              | Standort / Konskr. Nr.                                  | Offizielle Beschreibung                               | Beschreibung | Metadaten                                                        |
| ---- | --------------- | -------------------------------------------------------------- | ------------------------------------------------------- | ----------------------------------------------------- | --- | ---------------------------------------------------------------- |
| ja   | Datei hochladen | Statue auf Säule(sk) ObjektID: 806-1250/0                      | Standort KG: Medzev Konskr.Nr.:                         | Panna Mária                                           | Jungfrau Maria | č. NKP: 806-1250/0 Stand des NKP: Name: SOCHA NA STĹPE           |
|      | Datei hochladen | Hammerschmiede(sk) ObjektID: 806-4379/1                        | KG: Medzev Konskr.Nr.:                                  | jednokladivový,dvojohniskový; Bröstlov hámor          | Hammer "Bröstlov" | č. NKP: 806-4379/1 Stand des NKP: Name: HÁMOR                    |
|      | Datei hochladen | Kohlebunker(sk) ObjektID: 806-4379/2                           | KG: Medzev Konskr.Nr.:                                  |                                                       | | č. NKP: 806-4379/2 Stand des NKP: Name: UHOLŇA                   |
| ja   | Datei hochladen | Staustufe(sk) ObjektID: 806-4379/3                             | KG: Medzev Konskr.Nr.:                                  | tajch                                                 | Wasserreservoir | č. NKP: 806-4379/3 Stand des NKP: Name: NÁDRŽ VODNÁ              |
|      | Datei hochladen | Geräteausrüstung(sk) ObjektID: 806-4379/4                      | KG: Medzev Konskr.Nr.:                                  | rúra,kolesá,buchar,brúska,ohni                        | Ofen, Räder, Hämmer, Schleifmaschinen | č. NKP: 806-4379/4 Stand des NKP: Name: ZARIADENIE TECHNOLOGICKÉ |
|      | Datei hochladen | Hammerschmiede(sk) ObjektID: 806-4382/1                        | KG: Medzev Konskr.Nr.:                                  | jednokladivový,dvojohniskový; Póhlov hámor            | Hammer "Póhlov" | č. NKP: 806-4382/1 Stand des NKP: Name: HÁMOR                    |
|      | Datei hochladen | Staustufe(sk) ObjektID: 806-4382/2                             | KG: Medzev Konskr.Nr.:                                  | tajch                                                 | Wasserreservoir | č. NKP: 806-4382/2 Stand des NKP: Name: NÁDRŽ VODNÁ              |
|      | Datei hochladen | Geräteausrüstung(sk) ObjektID: 806-4382/3                      | KG: Medzev Konskr.Nr.:                                  | rúra,kolesá,buchar,brúska,ohni                        | Ofen, Räder, Hämmer, Schleifmaschinen | č. NKP: 806-4382/3 Stand des NKP: Name: ZARIADENIE TECHNOLOGICKÉ |
|      | Datei hochladen | Zeile Bergbauhäuser(sk) ObjektID: 806-10067/1                  | KG: Medzev Konskr.Nr.:                                  | Banícka kolónia                                       | Bergbaukolonie | č. NKP: 806-10067/1 Stand des NKP: Name: DOMY BANÍCKE-SÚBOR      |
|      | Datei hochladen | Schule(sk) ObjektID: 806-10067/2                               | 39 KG: Medzev Konskr.Nr.: 18                            | Budova školy                                          | das Schulgebäude | č. NKP: 806-10067/2 Stand des NKP: Name: ŠKOLA                   |
|      | Datei hochladen | Verwaltungsgebäude(sk) ObjektID: 806-10067/3                   | 35 KG: Medzev Konskr.Nr.: 15                            | rimamurán.spol.,budova správy                         | Gebäudemanagement | č. NKP: 806-10067/3 Stand des NKP: Name: BUDOVA ADMINISTRATÍVNA  |
|      | Datei hochladen | Hammerschmiede(sk) ObjektID: 806-4377/1                        | 535 KG: Medzev Konskr.Nr.: 535                          | jednokladivový,dvojohniskový; hámor Šugov             | Hammer "Šugov" | č. NKP: 806-4377/1 Stand des NKP: Name: HÁMOR                    |
|      | Datei hochladen | Staustufe(sk) ObjektID: 806-4377/2                             | 535 KG: Medzev Konskr.Nr.: 535                          | tajch                                                 | Wasserreservoir | č. NKP: 806-4377/2 Stand des NKP: Name: NÁDRŽ VODNÁ              |
|      | Datei hochladen | Geräteausrüstung(sk) ObjektID: 806-4377/3                      | 535 KG: Medzev Konskr.Nr.: 535                          | rúra,kolesá,buchar,brúska,ohni                        | Ofen, Räder, Hämmer, Schleifmaschinen | č. NKP: 806-4377/3 Stand des NKP: Name: ZARIADENIE TECHNOLOGICKÉ |
|      | Datei hochladen | Gasthaus(sk) ObjektID: 806-10070/0                             | Kováčska ul. 85 KG: Medzev Konskr.Nr.: 486              | nárožný                                               | Eckhaus | č. NKP: 806-10070/0 Stand des NKP: Name: HOSTINEC                |
|      | Datei hochladen | Gedenkstätte(sk) ObjektID: 806-10073/0                         | Nižný Medzev 0 KG: Medzev Konskr.Nr.: 0                 | založenie mesta; milenárny pamätník                   | für 1000 Jahre Stadtgründung | č. NKP: 806-10073/0 Stand des NKP: Name: PAMÄTNÍK                |
|      | Datei hochladen | Bürgerhaus(sk) ObjektID: 806-10083/0                           | Sad padlých hrdinov 1 KG: Medzev Konskr.Nr.: 238        | radový                                                | Reihenhaus | č. NKP: 806-10083/0 Stand des NKP: Name: DOM MEŠTIANSKY          |
|      | Datei hochladen | Bürgerhaus(sk) ObjektID: 806-10078/0                           | Sad padlých hrdinov 22 KG: Medzev Konskr.Nr.: 259       |                                                       | | č. NKP: 806-10078/0 Stand des NKP: Name: DOM MEŠTIANSKY          |
| ja   | Datei hochladen | Kirche(sk) ObjektID: 806-426/0                                 | Sad padlých hrdinov 277 Standort KG: Medzev Konskr.Nr.: | r.k.Narodenia P.M.                                    | römisch-katholische Kirche Geburt Mariä | č. NKP: 806-426/0 Stand des NKP: Name: KOSTOL                    |
|      | Datei hochladen | Bürgerhaus(sk) ObjektID: 806-10903/1                           | Štósska ul. 2 KG: Medzev Konskr.Nr.: 735                | radový,dvojdom                                        | Reihenhaus, Doppelhaus | č. NKP: 806-10903/1 Stand des NKP: Name: DOM MEŠTIANSKY          |
|      | Datei hochladen | Bürgerhaus(sk) ObjektID: 806-10903/2                           | Štósska ul. 3 KG: Medzev Konskr.Nr.: 735                | radový,dvojdom                                        | Reihenhaus, Doppelhaus | č. NKP: 806-10903/2 Stand des NKP: Name: DOM MEŠTIANSKY          |
|      | Datei hochladen | Bürgerhaus(sk) ObjektID: 806-10904/0                           | Štósska ul. 4 KG: Medzev Konskr.Nr.: 737                | radový                                                | Reihenhaus | č. NKP: 806-10904/0 Stand des NKP: Name: DOM MEŠTIANSKY          |
|      | Datei hochladen | Verwaltungsgebäude(sk) ObjektID: 806-10069/0                   | Štósska ul. 6 KG: Medzev Konskr.Nr.: 6                  |                                                       | | č. NKP: 806-10069/0 Stand des NKP: Name: BUDOVA ADMINISTRATÍVNA  |
|      | Datei hochladen | Bürgerhaus(sk) ObjektID: 806-10905/0                           | Štósska ul. 14 KG: Medzev Konskr.Nr.: 747               | radový                                                | Reihenhaus | č. NKP: 806-10905/0 Stand des NKP: Name: DOM MEŠTIANSKY          |
|      | Datei hochladen | Gebäude in regionaltypischem Baustil(sk) ObjektID: 806-10906/0 | Štósska ul. 146 KG: Medzev Konskr.Nr.: 877              | zrubový                                               | | č. NKP: 806-10906/0 Stand des NKP: Name: DOM ĽUDOVÝ              |
|      | Datei hochladen | Bürgerhaus(sk) ObjektID: 806-10907/0                           | Štósska ul. 169 KG: Medzev Konskr.Nr.:                  | radový                                                | Reihenhaus | č. NKP: 806-10907/0 Stand des NKP: Name: DOM MEŠTIANSKY          |
|      | Datei hochladen | Bürgerhaus(sk) ObjektID: 806-10076/0                           | Štósska ul. 179 KG: Medzev Konskr.Nr.: 179              |                                                       | | č. NKP: 806-10076/0 Stand des NKP: Name: DOM MEŠTIANSKY          |
|      | Datei hochladen | Hammerschmiede(sk) ObjektID: 806-4380/1                        | Štósska ul. 872 KG: Medzev Konskr.Nr.: 872              | jednokladivový,dvojohniskový; hámor Technického múzea | Die Wasserschmiede ist eine von über 100 Schmieden in Medzev. Diese wurde 1967 durch das Slowakische Technische Museum erworben und wieder restauriert. | č. NKP: 806-4380/1 Stand des NKP: Name: HÁMOR                    |
|      | Datei hochladen | Geräteausrüstung(sk) ObjektID: 806-4380/2                      | Štósska ul. 872 KG: Medzev Konskr.Nr.: 872              | rúra,kolesá,buchar,brúska,ohni                        | Ofen, Räder, Hämmer, Schleifmaschinen | č. NKP: 806-4380/2 Stand des NKP: Name: ZARIADENIE TECHNOLOGICKÉ |

## Legende
Die Tabelle enthält im Einzelnen folgende Informationen:
| Foto:                    | Fotografie des Denkmals. |
| Denkmal / č. ÚZPF:       | Die Übersetzung der Bezeichnung des Denkmals, wie sie vom Slowakischen Denkmalamt (Pamiatkový úrad Slovenskej republiky) verwendet wird. Die Originalbezeichnung ist unter dem Fragezeichen angegeben. Fehlt die Übersetzung, so wird die Originalbezeichnung direkt angezeigt. Weiters ist die Objekt-Identifikationsnummer (Objekt ID) angeführt. Sie ist die offizielle, in der Slowakei eindeutige Nummer č. ÚZPF inklusive der zugehörigen Zählnummer, wie sie in den Daten des Denkmalamtes angegeben wird. Da diese nur innerhalb eines Landkreises gezählt wird, ist dessen Nummer der Denkmalnummer vorangestellt. |
| Standort:                | Wenn in der Liste vorhanden, ist die Adresse angegeben. In Klammern kann sich noch eine zusätzliche Adresse befinden, wenn es beispielsweise ein Eckhaus ist. Bei freistehenden Objekten ohne Adresse (zum Beispiel bei Bildstöcken) ist eine Adresse angegeben, die in der Nähe des Objekts liegt. Durch Aufruf des Links Standort wird die Lage des Denkmals in verschiedenen Kartenprojekten angezeigt. Darunter sind die Katastralgemeinde (KG) und, wenn vorhanden, die Konskriptionsnummer (Konskr. Nr.) angegeben.                                                                                                   |
| Offizielle Beschreibung: | Es ist die Kurzbeschreibung auf Slowakisch, wie sie in den offiziellen Listen angegeben ist, eingetragen. |
| Beschreibung:            | Kurze Angaben zum Denkmal auf Deutsch. |
| Metadaten:               | Zusätzlich werden, wenn in den persönlichen Einstellungen das Helferlein Dauerhaftes Einblenden von Metadaten aktiviert ist, ebensolche angezeigt. |

- Karte mit allen Koordinaten:
- OSM |
- WikiMap